# Открытый чемпионат Германии по теннису среди женщин 2006
Qatar Telecom German Open 2006 — ежегодный профессиональный теннисный турнир 1-й категории для женщин. Соревнование традиционно проводились на открытых грунтовых кортах в Берлине, Германия. Турнир прошёл с 8 по 14 мая.
Прошлогодние победители:
- в одиночном разряде —  Жюстин Энен
- в парном разряде —  Елена Лиховцева и  Вера Звонарёва

## Соревнования

### Одиночный турнир
Надежда Петрова обыграла  Жюстин Энен-Арденн со счётом 4-6, 6-4, 7-5.
- Петрова выигрывает свой 4й титул в году и 5й за карьеру.

### Парный турнир
Янь Цзы /  Чжэн Цзе обыграли  Елену Дементьеву /  Флавию Пеннетту со счётом 6-2, 6-3.
- Чжэн выигрывает 2й титул в году и 4й за карьеру.
- Янь выигрывает 2й титул в году и 4й за карьеру.